# Trześniów (Haczów)
Trześniów ist eine Ortschaft mit einem Schulzenamt der Gemeinde Haczów im Powiat Brzozowski der Woiwodschaft Karpatenvorland in Polen.

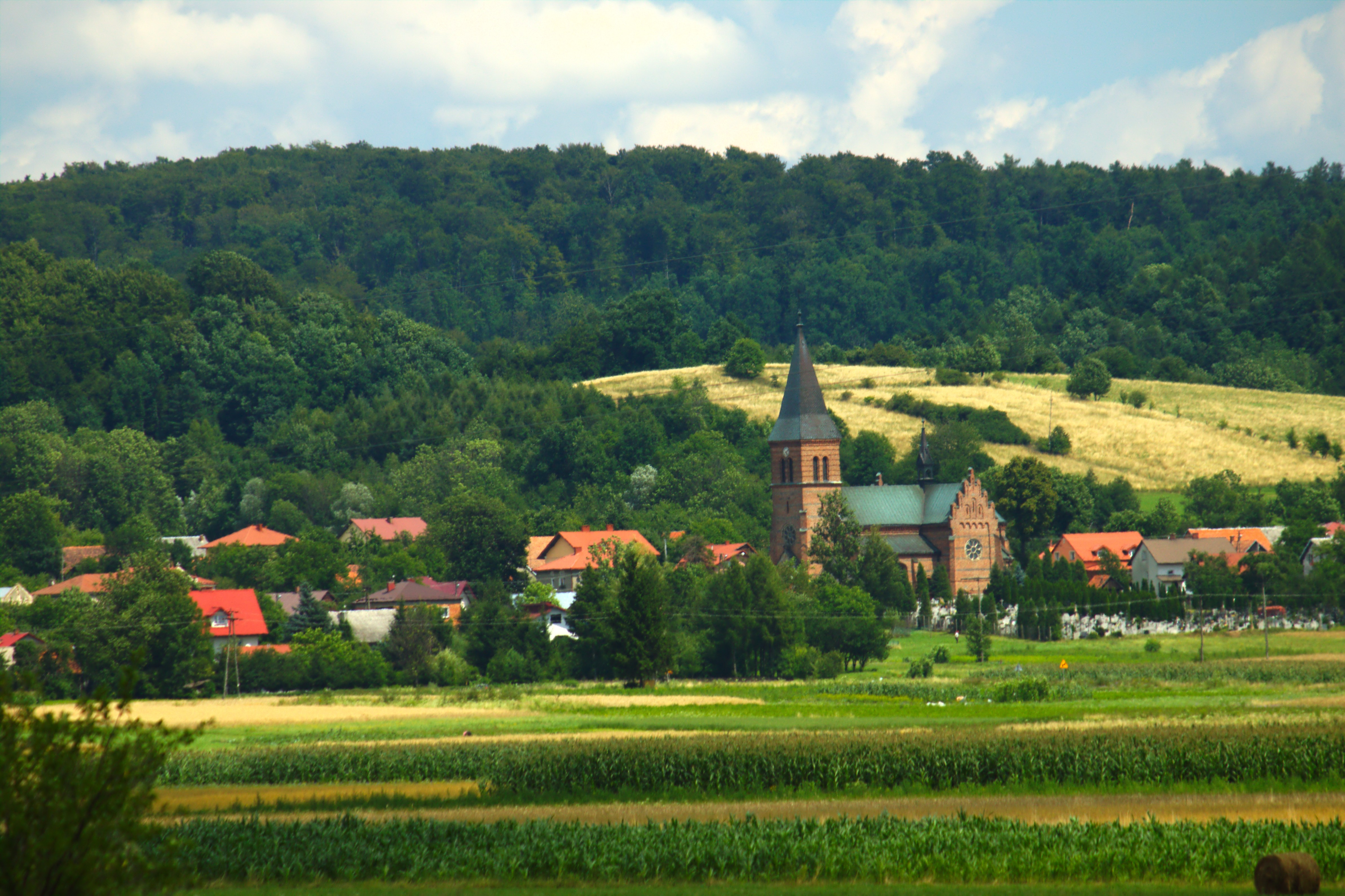
Blick auf Trześniów

## Geographie
Der Ort liegt im Sanoker Flachland, zwischen dem Wisłok im Süden und dem Hügel Bukowskie Góry (437 m) im Norden. Die Nachbarorte sind Haczów im Westen, Zmiennica im Norden, Buków im Osten, sowie Bzianka im Süden.

## Geschichte
Das Dorf wurde wahrscheinlich im späten 14. Jahrhundert nach deutschem Recht gegründet oder aus dem polnischen/ruthenischen Recht übertragen und wurde 1419 als Crzesnow(c)e bzw. Crzeschnowe  erstmals urkundlich erwähnt.
Im Jahr 1923 wurde das lateinischsprachige Schöffenbuch des Dorfs aus den Jahren 1419 bis 1619 von Helena Polaczkówna veröffentlicht, die zahlreiche Informationen über Gerichtssachen im Dorf überlieferten, darunter viele Namen der Bewohner des Dorfs im 15. und 16. Jahrhundert. Diese führten Polaczkówna zum subjektiven Eindruck, dass im frühen 15. Jahrhundert das Dorf im Sanoker Land der Woiwodschaft Ruthenien von polnischen Siedlern bewohnt wurde, möglicherweise mit einem Anteil tschechischer Dorfvorsteher. Der NS-Historiker Kurt Lück beurteilte dagegen im Jahr 1934, dass das Dorf im 15. Jahrhundert halb polnisch und halb deutsch war. Ab dem Jahr 1473 tauchten auch erste einzelne ruthenische bzw. ukrainische Namen auf, aber das Dorf blieb überwiegend römisch-katholisch.
Trześniów gehörte bis zum späten 16. Jahrhundert zur Pfarrei in Jasionów, aber in der Zeit der Reformation änderten die Besitzer von Jasionów, die Familie Błoński, die Kirche zum reformierten (lutherischen) Bethaus. Die Bewohner von Trześniów errichteten als Antwort eine eigene römisch-katholische Pfarrei.
Bei der Ersten Teilung Polens kam Trześniów 1772 zum neuen Königreich Galizien und Lodomerien des habsburgischen Kaiserreichs (ab 1804). Ab dem Jahr 1855 gehörte Trześniów zum Bezirk Brzozów.
Nach dem Ende des Ersten Weltkriegs und dem Zusammenbruch der k.u.k. Monarchie kam Trześniów 1918 zu Polen. Unterbrochen wurde dies nur durch die Besetzung Polens durch die Wehrmacht im Zweiten Weltkrieg. Von 1975 bis 1998 gehörte Trześniów zur Woiwodschaft Krosno.